# Danilo Celano
Danilo Celano, né le 7 décembre 1989 à Vasto, est un coureur cycliste italien, membre de l'équipe Sapura.

## Biographie
Danilo Celano devient professionnel sur le tard en 2016, alors qu'il a 27 ans. Il est recruté par l'équipe Amore & Vita-Selle SMP. Il se révèle en 2017, en remportant en solitaire le Tour des Apennins. En mai de la même année, il participe au Tour des Alpes avec la sélection italienne et se fait remarquer durant la course qu'il termine à la huitième place, juste derrière les favoris du prochain Tour d'Italie. En été, il rejoint en cours de saison l'équipe continentale professionnelle Caja Rural-Seguros RGA. Il a signé jusqu'à fin 2018.

## Palmarès
- 2013
  - 3e du Trofeo Festa Patronale
- 2014
  - 3e du Trofeo Gruppo Meccaniche Luciani
- 2015
  - Trophée Matteotti amateurs
  - Giro del Casentino
  - Gran Premio Chianti Colline d'Elsa
  - 2e du Grand Prix de la ville de Montegranaro
  - 2e du Trofeo Castelnuovo Val di Cecina
- 2016
  - 2e du Tour de Berne
- 2017
  - Tour des Apennins
- 2019
  - 2e étape du Tour d'Almaty
  - 3e du Tour d'Almaty
- 2020
  - Tour de Langkawi

## Classements mondiaux
| Année           | 2016 | 2017 | 2018 |
| --------------- | ---- | ---- | ---- |
| UCI Europe Tour | 767e | 208e |      |
| UCI Asia Tour   |      |      | 648e |